# Quaestus spinulosus
Quaestus spinulosus es una especie de escarabajo del género Quaestus, familia Leiodidae. Fue descrita por Salgado en 1999.

## Distribución
Se encuentra en España.